# Heimstatt (Freistatt)
Heimstatt ist ein Ortsteil der Gemeinde Freistatt im Landkreis Diepholz, etwa sechs Kilometer nördlich des Ortszentrums von Freistatt. Im Jahr 2010 wurde das hundertjährige Bestehen gefeiert. Der Ort ist auch heute noch von den Einrichtungen der Diakonie Freistatt beziehungsweise von Bethel im Norden geprägt. Dort ist das Altenhilfezentrum der Einrichtung angesiedelt.

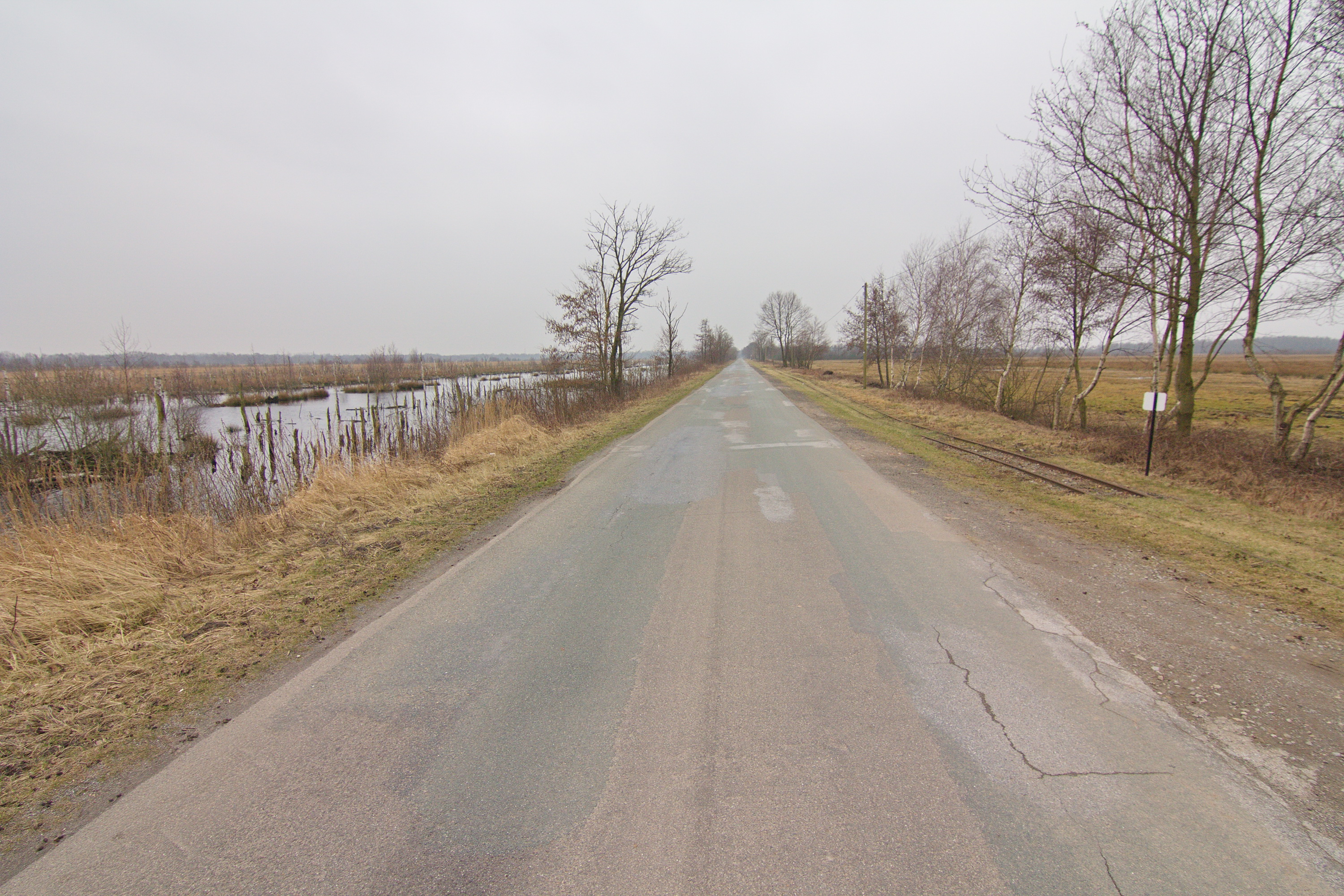
Straße von Heimstatt nach Freistatt – links das Moor, rechts die Feldbahn

Der Ort ist mit Freistatt mit einer etwa fünf Kilometer langen Feldbahnstrecke entlang der Verbindungsstraße Freistatt – Heimstatt auf dem alten Moordamm verbunden.
Mit drei Schmalspurdiesellokomotiven von Schöma findet vom Mai bis Oktober Museumsbahnbetrieb statt.